# Romano Lunardi
Romano Lunardi (Castelnuovo di Garfagnana, Lucca, Italia 25 de janeiro de 1851  — Caxias do Sul, 22 de junho de 1922) foi um comerciante e político ítalo-brasileiro.

Trabalhou na Córsega e na Sardenha, chegando no Brasil foi morar no Campo dos Bugres, forte e robusto foi destacado para ir buscar alimentos em São Sebastião do Caí, quando enfrentava toda a sorte de perigos na mata. Construiu o primeiro sobrado de Caxias do Sul, onde instalou sua casa comercial, a casa mais tarde serviria como fortaleza na revolução dos maragatos.
Foi um dos fundadores, em 27 de abril de 1890, do Diretório do Partido Republicano Rio-Grandense da freguesia de Caxias do Sul, e pouco depois foi indicado pelo Governo do Estado membro da Junta Governativa que dirigiu Caxias a partir de sua emancipação em 20 de junho de 1890, acumulando funções executivas e legislativas. Lunardi assumiu um posto nesta magistratura em 30 de setembro de 1890, substituindo Pedro Oldra, permanecendo no exercício até a dissolução da Junta em 15 de dezembro de 1891, que deu lugar ao primeiro Conselho Municipal. Lunardi havia concorrido à eleição de 20 de outubro para o Conselho com sucesso, tomando posse em 15 dezembro de 1891 e exercendo seu mandato até 1896, participando da aprovação de importantes leis que organizaram a vida do nascente município: a Lei Orgânica, o Código de Posturas e o Regimento Interno.
Foi também um dos fundadores da Sociedade Príncipe de Nápoles, influente associação de mútuo socorro, um dos empresários mais ricos da cidade em seus primeiros tempos, carreteiro e dono de uma casa de negócios que trabalhava com atacado e varejo de tecidos, chapéus, roupas, ferramentas e secos e molhados, e um dos fundadores e membro da primeira Diretoria da Associação Comercial, criada em 1901, que em pouco tempo se tornou a mais influente associação civil após a Intendência e o Conselho.
Ao falecer foi louvado como "um dos mais fortes capitalistas desta praça", "vastamente relacionado", tendo conseguido sua fortuna "honradamente, a golpes de esforço e tenacidade".Foi casado com Antônia D'Ambros, deixando os filhos Adelmir, Adelino, Amabile, Severina, Clélia, Hugo e Higino. Em 1925 foi reconhecido como um dos fundadores da cidade no grande álbum comemorativo dos 50 anos da imigração italiana, publicado pelo Governo do Estado e o Consulado da Itália, e hoje seu nome batiza uma rua em Caxias.